# Can Feliu (Maçanet de la Selva)
Can Feliu és una masia de Maçanet de la Selva (Selva) inclosa a l'Inventari del Patrimoni Arquitectònic de Catalunya.

## Descripció
Immoble que consta de dues plantes: planta baixa, trobem tres obertures: la central, es tracta d'un gran portal adovellat circular, amb dovel·les de grans dimensions. En un dels laterals, trobem un portal suplementari d'arc carpanell rebaixat amb muntants de pedra i amb una inscripció en l'arc, com és la data d'origen de la construcció de la masia, és a dir 1677. En l'altre costat, trobem una petita finestra rectangular, sense cap mena de rellevància. En el primer pis, o planta noble, trobem tres obertures: la central, es tracta d'una finestra de llinda monolítica, component un arc pla, amb muntants de pedra, flanquejada a banda i banda, per dues obertures de similar tipologia, que l'únic que els diferencia o distingeix de la central, és la proporció (més grans) i el lleu treball al que s'ha sotmès l'ampit de les finestres. En aquest primer pis, remarcar finalment la presència l'imponent rellotge de sol, de dimensions considerables. Finalment, cal dir que la masia està coberta amb una teulada de vessants a laterals.

## Història
Aquesta casa, la primera referència documental de la qual, és del 1514, era domini directe de l'Abat de Breda. En el capbreu del 1818, Vicenç Feliu es confessa “home propi, solido i afocat”, pagant a l'abadia de Sant Salvador de Breda anualment un cens de 1,5 quartera de blat i 1,5 octau de civada. Al final del segle xviii i començament del XIX (1788-1818) Vicenç Feliu va fer uns quants establiments, set dels quals eren per a la construcció de cases i un de tres jornals de terra. Al 1799 Piu Feliu va comprar a la família Sala de Lloret una peça de terra de 0,25 vessanes per 27 lliures per tal de construir una resclosa per a fer funcionar un molí, que correspon a la casa avui anomenada El Molí del mateix veínat. El darrer propietari amb el cognom Feliu va ser en Narcís Feliu (1855). Al 1871, per compra o per herència n'era el propietari Narcís Compañó Serra, casat amb Teresa Palmada. Una neta d'aquest matrimoni, Josefina Compañó i Jové es vengués la finca a Joaquim Ruhí i Surós, casat amb Dolors Prat i Masmartí de Sils, la propietària a finals dels anys vuitanta. Al 1960 la casa era habitada pels masovers Pere Miquela i Teresa Turró. Aquesta marxaren a Vidreres i la finca la va explotar directament el nou propietari Joaquim Ruhí i Suró. No gaire lluny de la casa, hi ha una petita fon, abans molt freqüentada per anar a fer-hi la berenada.